# René Taton
René Taton (L'Échelle, Ardenas (departamento), 4 de abril de 1915 — Ajaccio, Córsega, 9 de agosto de 2004) foi um historiador da matemática francês.

## Carreira
Taton foi um dos primeiros participantes do Centre de Recherches en Histoire des Sciences et des Techniques de Paris. Ele se tornou assistente do diretor em 1958 (quando Koyré se juntou ao Institute for Advanced Study, em Princeton) e depois assumiu a direção após a morte de Koyré, em 1964; o Centro foi renomeado para Centre Alexandre Koyré em 1966. Taton se aposentou em 1983, mas continuou a trabalhar.
Ele ficou conhecido por ser um dos primeiros editores-chefes, junto com Suzanne Delorme, da revista Revue d’histoire des sciences (Journal of history of science). Ele liderou o esforço coletivo para escrever a obra Histoire generalé des sciences (em inglês: General History of Science (última edição em 1996, PUF, Quadriga); também traduzida para árabe, italiano, português e espanhol), uma importante referência no campo da história da ciência. Taton se tornou o primeiro secretário-geral da Divisão de História da Ciência da International Union of History and Philosophy of Science e atuou como seu presidente (1975–1978).
Ele recebeu a George Sarton Medal de 1975 por suas contribuições ao longo da vida na história da ciência, a Koyré Medal em 1997, e o Kenneth O. May Prize em 1997, na área de história da matemática.

## Obras

### Principais publicações
- Pour continuer le calcul intégral (collection de l'Abbé Moreux), um 1945
- Histoire du calcul, Que sais-je ?, 1946
- L'Histoire de la géometrie descriptive, 1954
- Causalités et accidents de la découverte scientifique, 1955
- La science contemporaine, 1961 [Abelès, Florin]
- mit Albert Flocon: La Perspective, P.U.F., coll. Que-Sais-je ?, 1963
- mit Jean-Paul Flad: Le calcul mécanique, P.U.F., coll. Que-Sais-je ?, 1963
- Les origines de l'Académie royale des sciences, 1965
- Herausgeber und Mitautor: Histoire générale des sciences, 4 Bände (rund 3270 Seiten), 1957 bis 1964, Neuauflage 1966–1983 und 1996 bei der Presse Universitaire de France (PUF).
- Derniers écrits, 2000 (zusammengestellt von R. Halleux)

### Outras publicações
- Évariste Galois. In: Dictionary of Scientific Biography, Bd. 5, New York 1972, S. 259–265.
- Les relations d'Évariste Galois avec les mathématiciens de son temps. In: Revue d'histoire des sciences et de leurs applications 1,1 (1947), S. 114–130.
- Évariste Galois and His Contemporaries. In: Bulletin of the London Mathematical Society 15 (2) (1983), S. 107–118.
- Sur les relations scientifiques d'Augustin Cauchy et d'Évariste Galois. In: Revue d'histoire des sciences et de leurs applications 24,2 (1971), S. 123–148.
- Évariste Galois et ses biographes. De l'histoire aux légendes. In: Un parcours en histoire des mathématiques. Travaux et recherches. Nantes, 1993, S. 155–172.
- La géométrie projective en France de Desargues à Poncelet, Paris 1951
- Diverse Artikel über Gaspard Monge: Zusammenstellung des Centre Alexandre Koyré